# Tour de Colombie 1999
Le Tour de Colombie 1999, qui se déroule du 13 au 27 juin 1999, est une épreuve cycliste remportée par le Colombien Carlos Alberto Contreras. Cette course est composée de quinze étapes.

## Classement général
| Classement final | Classement final         | Classement final | Classement final         | Classement final    |
|                  | Coureur                  | Pays             | Équipe                   | Temps               |
| ---------------- | ------------------------ | ---------------- | ------------------------ | ------------------- |
| 1er              | Carlos Alberto Contreras | Colombie         | Telecom-Kelme            | en 51 h 38 min 19 s |
| 2e               | Alexis Rojas (en)        | Colombie         | Aguardiente Cristal-Chec | + 20 s              |
| 3e               | Félix Cárdenas           | Colombie         | Lotería de Santander     | + 44 s              |
| modifier         |                          |                  |                          |                     |